# Le cose che canto
Le cose che canto è un singolo della cantautrice italiana Giusy Ferreri, pubblicato il 18 gennaio 2019. 
Il brano è stato scritto da Tommaso Paradiso.

## Video musicale
Il 21 gennaio 2019 è stato pubblicato sul canale YouTube della cantante il lyric video del brano, mentre il videoclip ufficiale, diretto da Gaetano Morbioli, è stato pubblicato il 14 febbraio 2019.

## Classifiche
| Classifica (2019)         | Posizione massima |
| ------------------------- | ----------------- |
| Italia (airplay italiane) | 17                |